# Органная месса
Органная месса (нем. Orgelmesse) — органная сюита из пьес на cantus firmus и свободных (тематически независимых) пьес, предназначенная для сопровождения католических и протестантских месс в технике alternatim. Была распространена в Италии, Франции и Германии в эпоху барокко.

## Исторический очерк
Органная месса родилась из органных версетов, древнейшие прототипы которых (на нормативные григорианские мелодии Kyrie и Gloria) находятся в рукописи из Фаэнцы (ок. 1400). Cantus firmus в этих двухголосных версетах выдержан большими длительностями в теноре, на фоне которого разворачивается фактурно оживлённый верхний голос. Примеры обработок ординарных распевов мессы содержатся также в немецких источниках XV века, например, в «Буксхаймской органной книге» (ок. 1460-70). Гораздо реже в органных версетах использовались обработки проприальных мелодий мессы (интроиты в Буксхаймской органной книге, оффертории, градуалы, секвенции) и оффиция (библейских песней и гимнов, как, например, у А. де Кабесона).
Первые образцы полных органных месс, то есть содержащих все части ординария, принадлежат композиторам т. наз. «второго ряда» в Германии, Франции, Англии и Италии. Три полные органные мессы (Missa Dominicalis, Missa Apostolorum, Missa de Beata Virgine) сочинил Клаудио Меруло (1568). 
Расцвет органной мессы пришёлся на XVII век. В это время её культивировали преимущественно в Италии и Франции. Три полные органные мессы (те же, что у Меруло) содержит сборник Дж. Фрескобальди «Fiori musicali» (1635). В отличие от предшественников, к обработкам хоральных мелодий он добавил свободные (импровизационного характера) прелюдии, интерлюдии и постлюдии, среди которых и знаменитая хроматическая токката (Toccata cromatica  per l'Elevazione). Французская органная месса представлена у композиторов Г. Нивера (1667), Н. де Гриньи (1699), Ф. Куперена (две мессы, обе 1690), М. Корретта (1703) и др. Французы на cantus firmus писали только Kyrie, остальные части — на свободную тему. Для французской барочной органной мессы характерно добавление в ординарный цикл оффертория. В Германии органные мессы изредка встречаются и в XVIII в. (Готлиб Муффат).
Третья часть «Клавирного упражнения» И.С. Баха (Clavier-Übung III; опубл. в 1739 г.) была названа «органной мессой» в знаменитой монографии А. Швейцера, которому состав и расположение пьес в этой публикации (сборник из 21 хоральной прелюдии и 4 «дуэтов», обрамлённый вступительной прелюдией и заключительной фугой в одной и той же тональности) показались аналогичными французской (органной) барочной мессе.